# Mimostedes basilewskyi
Mimostedes basilewskyi är en skalbaggsart som beskrevs av Stefan von Breuning 1955. Mimostedes basilewskyi ingår i släktet Mimostedes och familjen långhorningar.
Artens utbredningsområde är Rwanda. Inga underarter finns listade i Catalogue of Life.